# Josep Maria Morell
Josep Maria Morell (Alfarrás, Lérida, 16 de julio de 1944-Balaguer, 10 de septiembre de 2022) fue un cocinero y ensayista español que escribió varios libros.

## Biografía
Josep Maria Morell i Bitrià nació en Alfarrás, en 1944, desde bien joven se había introducido en el mundo de la restauración, concretamente a los trece años de edad. Fue propietario del restaurante Cal Morell de Balaguer, que gestionó con su esposa Magda Gómez Barbosa durante veintiséis años, del 5 de noviembre de 1981 hasta el 9 de diciembre de 2007. Ambos tenían dos hijas (una ya fallecida) y varios nietos. 
En los últimos años, se dedicaba a impartir charlas sobre cocina catalana, participar en coloquios sobre este sector, organizar cursillos de cocina, formar parte de jurados... Además, colabora con frecuencia en radio, como «Ràdio Balaguer, durante más de 15 años en antena», en varios medios de televisión, como en la Televisió de Catalunya, Televisión Española, Lleida TV o La Manyana TV, o medios escritos locales como los suplementos de Ocio y Lectura de Segre, con publicación semanal de recetas. 
Había sido galardonado con varios premios y distinciones a lo largo de su trayectoria, como la "Medalla del Turismo de Cataluña", un reconocimiento que se otorga "a las personas que con su esfuerzo y dedicación contribuyen de forma especial a la promoción del turismo prestando servicios destacados al sector". También fue reconocido en 2009 como hijo adoptivo de la ciudad de Balaguer y participó como cocinero representante de Cataluña en la Expo Sevilla de 1992.

## Premio y homenajes
- Medalla al Turismo de Cataluña.
- 2009. Hijo adoptivo de Balaguer